# Kategoria e Parë 1931
Die Kategoria e Parë 1931 (sinngemäß: Erste Liga) war die zweite Austragung der albanischen Fußballmeisterschaft. Die Spielzeit startete am 19. April und endete am 5. Juli 1931.

## Spielmodus
Nachdem bei der ersten Auflage im Vorjahr noch der griechische Verband EPO maßgeblich an der Organisation beteiligt gewesen war, lag nun die gesamte Verantwortung erstmals beim albanischen Fußballverband Federata Shqiptare e Futbollit. Alle sechs Vereine, die schon ein Jahr zuvor den Meister ausgespielt hatten, traten 1931 erneut an, hinzu kam noch der SK Muzaka aus Berat. Die sieben Klubs wurden in zwei Gruppen eingeteilt. Die Gründe für diese Aufteilung sind heute nicht mehr nachvollziehbar – man muss aber bedenken, dass damals Reisen innerhalb Albaniens wegen des schlechten Straßennetzes noch sehr umständlich waren. Die beiden Gruppenersten bestritten zwei Finalspiele um den Meistertitel. Die beiden Gruppenletzten mussten in die damals noch zweitklassige Kategoria e dytë absteigen. Somit gab es erstmals Absteiger aus der Kategoria e Parë. Die Vorrunde lief vom 19. April bis zum 3. Mai 1931, die Rückrunde begann am 17. und endete am 31. Mai. Insgesamt wurden in den 20 Spielen (inklusive Finalspiele) 58 Treffer erzielt, was einem Schnitt von 2,9 Toren pro Spiel entspricht. Skënderbeus Teli Samsuri war mit 9 Treffern der beste Torschütze.

## Vereine
| Verein              | Logo                     | Stadt   | Gruppe |
| ------------------- | ------------------------ | ------- | ------ |
| KS Teuta Durrës     | Logo Teuta Durrës        | Durrës  | B      |
| KF Urani Elbasan    | Logo KS Elbasani         | Elbasan | B      |
| KS Skënderbeu Korça | Logo Skënderbeu          | Korça   | B      |
| Bashkimi Shkodran   | Logo FK Vllaznia Shkoder | Shkodra | A      |
| SK Tirana           | Logo SK Tirana           | Tirana  | A      |
| Sportklub Vlora     | Logo Flamurtari Vlora    | Vlora   | A      |
| SK Muzaka           | Logo KS Tomori Berat     | Berat   | B      |

## Gruppe A
Der Gruppe A wurden mit Titelverteidiger SK Tirana, Bashkimi Shkodran und dem SK Vlora drei Teams zugeteilt. Der SK Tirana erreichte nach seinen vier Partien nur aufgrund des besseren Torverhältnisses den ersten Gruppenplatz und damit die Finalspiele um den Titel. Das punktgleiche Bashkimi Shkodran dagegen verpasste wie im Vorjahr, als dem Verein ein Zähler zu Rang eins fehlte, die Entscheidungsspiele um den Titel. Der Sportklub Vlora, der schon im vorherigen Jahr den letzten Platz in der Liga belegt hatte, stieg mit einem Sieg aus vier Spielen als Gruppenletzter ab.
Tabelle
| Pl. | Verein            | Sp. | S | U | N | Tore    | Quote | Punkte |
| --- | ----------------- | --- | - | - | - | ------- | ----- | ------ |
| 1.  | SK Tirana (M)     | 4   | 2 | 1 | 1 | 006:200 | 3,00  | 05:30  |
| 2.  | Bashkimi Shkodran | 4   | 2 | 1 | 1 | 004:300 | 1,33  | 05:30  |
| 3.  | SK Vlora          | 4   | 1 | 0 | 3 | 004:900 | 0,44  | 02:60  |

| (M) | amtierender albanischer Meister |

Kreuztabelle
| Gruppe A          | Bashkimi Shkodran | SK Vlora | SK Tirana |
| Bashkimi Shkodran |                   | 2:1      | 1:0       |
| SK Vlora          | 2:1               |          | 0:2       |
| SK Tirana         | 0:0               | 4:1      |           |

## Gruppe B
Der KS Teuta Durrës,Vizemeister KS Skënderbeu Korça, KF Elbasani und Neuling SK Muzaka bildeten die B-Staffel. Teuta Durrës schloss die Gruppe ungeschlagen mit nur zwei Gegentoren und fünf Punkten Vorsprung ab. Der Vizemeister des Vorjahres Skënderbeu Korça und der KF Elbasani hatten das Nachsehen. Am vierten Spieltag kam es im Spiel zwischen Teuta und Skënderbeu zu einem Spielabbruch: Die Gäste, die bereits zu den Finalspielen im Vorjahr nicht angetreten waren, verließen das Stadion, nachdem Teuta nach 0:2-Rückstand mithilfe eines umstrittenen Strafstoßes noch ausgeglichen hatte. Die Partie wurde mit 2:0 für Teuta Durrës gewertet. Der sieglose SK Muzaka, der aus sechs Spielen nur einen Punkt mitnehmen konnte und 20 Gegentreffer kassierte, stieg als Gruppenletzter ab.
Tabelle
| Pl. | Verein              | Sp. | S | U | N | Tore    | Quote | Punkte |
| --- | ------------------- | --- | - | - | - | ------- | ----- | ------ |
| 1.  | KS Teuta Durrës     | 6   | 5 | 1 | 0 | 015:200 | 7,50  | 11:10  |
| 2.  | KS Skënderbeu Korça | 6   | 2 | 2 | 2 | 013:700 | 1,86  | 06:60  |
| 3.  | KF Urani Elbasan    | 6   | 3 | 0 | 3 | 009:100 | 0,90  | 06:60  |
| 4.  | SK Muzaka (N)       | 6   | 0 | 1 | 5 | 002:200 | 0,10  | 01:11  |

| (N) | Neuaufsteiger |

Kreuztabelle
| Gruppe B            | SK Muzaka | KS Skënderbeu Korça | KS Teuta Durrës | KF Urani Elbasan |
| SK Muzaka           |           | 1:1                 | 0:2             | 0:1              |
| KS Skënderbeu Korça | 7:0       |                     | 2:2             | 3:0              |
| KS Teuta Durrës     | 3:0       | 2:0                 |                 | 4:0              |
| KF Urani Elbasan    | 6:1       | 2:0                 | 0:2             |                  |

## Finalspiele
Die beiden Gruppenersten SK Tirana und Teuta Durrës trafen nach den Gruppenspielen in den in Hin- und Rückspiel ausgetragenen Finalspielen aufeinander. Im Hinspiel in Tirana brachte Gurashi die Gastgeber zwar in Führung, doch am Ende der Partie konnte Teuta-Keeper Niko Dovana noch ausgleichen. Im Rückspiel jedoch siegte der SK Tirana souverän mit 3:0 und sicherte sich die zweite albanische Meisterschaft in Folge. Aus dem Rückspiel sind wegen fehlender Aufzeichnungen die Torschützen nicht bekannt.
| Datum         |                 | Ergebnis  |                 | Torschützen                                  | Ort    |
| ------------- | --------------- | --------- | --------------- | -------------------------------------------- | ------ |
| 28. Juni 1931 | SK Tirana       | 1:1 (0:0) | KS Teuta Durrës | 1:0 Mark Gurashi, 1:1 Niko Dovana\|\| Tirana |        |
| 5. Juli 1931  | KS Teuta Durrës | 0:3       | SK Tirana       | Torschützen nicht bekannt                    | Durrës |
| Gesamt:       | SK Tirana       | 4:1       | KS Teuta Durrës |                                              |        |

## Die Mannschaft des Meisters SK Tirana
| 1.             | SK Tirana |
| Logo SK Tirana | Rudolf Gurashi, Vasfi Samimi, Abdullah Sherri, Sabit Coku, Vasil Kajano, Bexhet Jolldashi, Irfan Gjinali, Muhamet Agolli, Gjon Sabati, Adem Karapici, Isuf Dashi, Hysen Kusi, Hilmi Kosova, Mark Gurashi, Halim Begeja, Emil Hajnali, Llazar Miha, Selman Stërmasi – Trainer: Selman Stërmasi. |